# Michael Vescera
Michael (Mike) Vescera (né le 13 juin 1962) est un chanteur américain. Il est principalement connu pour ses participations avec le groupe japonais Loudness et avec le guitariste Yngwie Malmsteen.
En 2012, il a également collaboré avec le guitariste français Samir Mhamdi au sein de SOVEREIGN pour l'album Warring Heaven en effectuant toutes les parties de chant, enregistrées à Nashville aux USA.
En 2023, un nouvel album du guitariste français Samir Mhamdi de SOVEREIGN sort, intitulé Battle In Sumeria avec Mike Vescera assurant toutes les parties vocales.https://www.youtube.com/watch?v=Qrq--C4VNAY&ab_channel=SamirMHAMDI

## Discographie

### Obsession
- Obsession - Marshall Law (1984)
- Obsession - Scarred for Life (1986)
- Obsession - Methods of Madness (1987)
- Obsession - Carnival of Lies (2006)

### Loudness
- 1989: Soldier of Fortune
- 1991: On The Prowl

### Yngwie Malmsteen
- 1994: The Seventh Sign
  - 1994: I Can't Wait
- 1995: Magnum Opus

### Dr. Sin
- 2000: Dr. Sin II
- 2002: Shadows of Light

### Killing Machine
- 2000: Killing Machine

### Mike Vescera
- 2008: A Sign of Things to Come

### Mike Vescera Project
- 1997: Windows
- 2000: Animation
- 2003: The Altar
- 2004: Crossing The Line

### The Reign of Terror
- 2001: Sacred Ground
- 2002: Conquer and Divide

### Palace of Black
- 2002: Palace of Black

### Roland Grapow
- 1999: Kaleidoscope

### Safe Haven
- 2004:Safe Haven